# Drapeau de la république socialiste soviétique d'Ouzbékistan
Le drapeau de la république socialiste soviétique d'Ouzbékistan a été adopté par la RSS d'Ouzbékistan le 29 août 1952. Le rouge représente la « lutte révolutionnaire des masses travailleuses », le marteau et la faucille représentent le syndicat des paysans et des ouvriers, et l'étoile rouge est le symbole du parti communiste. Il n'y a pas d'explication officielle sur la signification symbolique des autres éléments. Cependant, sur certains matériaux, les rayures blanches représentent le coton, la bande bleue représente l'Amou-Daria et l'irrigation en général.
Avant cela, à partir du 9 janvier 1926, le drapeau était à peu près le même, mais avec le nom du pays en ouzbek, russe et tadjik.
Le premier drapeau a été hissé le 22 juillet 1925 et était rouge, avec le nom du pays en arabe et les caractères cyrilliques УзССР dans le coin supérieur gauche en or. Entre 1931 et 1937, le drapeau était très similaire, mais avec l'abréviation ouzbek OzSSC, et son équivalent russe : « УзССР ».
Entre le 14 février 1937 et l'adoption du drapeau dans les années 1940, le drapeau était le même, mais avec le nom du pays ouzbek en caractères latins : « OZBEKISTAN SSR ». En 1940, le drapeau était rouge avec le nom du pays en ouzbek (Ўзбекистон ССР, O'zbekiston SSR ) et en russe (Узбекская ССР, Uzbekskaya SSR ) en or dans le coin supérieur gauche.
La dernière RSS d'Ouzbékistan a été adoptée le 29 août 1952. Bien que le drapeau soit visuellement identique au drapeau soviétique, le panneau rouge a un bleu clair (azur) au milieu de toute la longueur du drapeau. Sur les bords des rayures bleu clair se trouvent d'étroites blanches. La bande bleue avec les bords blancs mesure 1/5 (un cinquième) de la largeur du drapeau. Les modifications du cahier des charges ont été acceptées le 27 septembre 1974 et le 30 juin 1981.
Le 31 août 1991, la RSS d'Ouzbékistan a été rebaptisée république d'Ouzbékistan et le drapeau est resté en usage jusqu'au 18 novembre 1991.

## Histoire

Première version du drapeau (22 juillet 1925 – 1927)

### Première version
Le 31 mars 1927, le 2e Congrès pan-ouzbek des Soviets a adopté la Constitution de la RSS d'Ouzbékistan, qui a été publiée le 11 juillet 1927.
En 1927, la 4e session de la CEC des Soviets de la RSS d'Ouzbékistan a modifié l'article 113 de la Constitution de la RSS d'Ouzbékistan. Le nom de la république était représenté en langue ouzbèke et tadjike.
Le 9 mai 1929, le 3e Congrès pan-ouzbek des Soviets approuva les changements apportés par la 4e session de la KEK en 1927. Les inscriptions du nom de la république en tadjik et en ouzbek étaient représentées en alphabet latin.

Quatrième version du drapeau (28 février 1931 – 1934)

Le 5 décembre 1929, l'ASSR tadjike fut transformée en RSS tadjike et retirée de la RSS d'Ouzbékistan. Conformément à cela, les références à la République socialiste soviétique autonome tadjike ont été exclues de la Constitution de la RSS d'Ouzbékistan, y compris l'inscription en langue tadjike dans la description du drapeau de la RSS d'Ouzbékistan.
La nouvelle version de la Constitution de la RSS d'Ouzbékistan a été adoptée le 28 février 1931 lors du 4e Congrès pan-ouzbek des Soviets dans la ville de Tachkent. La nouvelle version du drapeau a été décrite dans l'article 103 de la Constitution.
À partir de 1934, l'orthographe des premières lettres du nom de la république en langue ouzbèke et dans la traduction du mot « socialiste » a changé. Le changement a abouti au nom initial de la république « Özвekistan Ьҫtьmaьь Şoralar ҪymhyrijUtili (ÖZ.Ь.Ş.Ç) » en « Ozвekistan Sotsialistik Sovet ҪumhurijijÖti (OZ.SSҪ) ».
À partir de 1935, la traduction du mot « république » en langue ouzbèke a changé. Ce changement a entraîné le changement du nom de la république : de "Ozвekistan Sotsialistik Sovet Ҫumhurijіti (OZ.SSҪ)" à "Ozвekistan Sotsialistik Sovet Respublikasi (OZ.SSR)"

### Deuxième version
Le 14 février 1937, le 6e Congrès extraordinaire des Soviets d'Ouzbékistan approuva la nouvelle Constitution de la RSS d'Ouzbékistan.
Le 23 juillet 1938, la constitution de la RSS d'Ouzbékistan fut amendée. Le nom du pays en ouzbek « RSS d'Ozʙekistan » a été changé en « RSS d'Ozʙekstan ».
Le 8 mai 1940, la 3ème session du Soviet suprême de la RSS d'Ouzbékistan a adopté une loi sur la transition vers l'alphabet sur la base de l'alphabet cyrillique.
Le 16 janvier 1941, par décret du Présidium du Soviet suprême de la RSS d'Ouzbékistan, le texte de l'inscription sur le drapeau national de la RSS d'Ouzbékistan a été traduit en alphabet russe.

### Troisième version

Dixième version du drapeau (24 août 1952 – 18 novembre 1991)

Le 29 août 1952, un nouveau dessin de drapeau, conçu par l'artiste ouzbek Anatoly Kuzmich Osheyko, a été approuvé par décret du Présidium du Soviet suprême de la RSS d'Ouzbékistan.
Il n’y avait aucune explication officielle sur le symbolisme du drapeau. Dans diverses publications, les rayures blanches représentent les champs de culture du coton et la barre bleue représente la rivière Amudarya et l'irrigation en Ouzbékistan. Une autre source décrit la barre bleue comme le symbole du panturquisme, comme on le voit sur le drapeau du Conseil turc, bien que l'Ouzbékistan soit opposé au panturquisme en URSS.

### Quatrième version

Onzième version du drapeau, devenant plus tard le drapeau de la république indépendante d'Ouzbékistan (18 novembre 1991 – aujourd'hui)

La recherche d'un drapeau national a commencé peu de temps après, avec un concours organisé pour déterminer le nouveau design. Plus de 200 mémoires ont été déposés et une commission a été formée afin d'évaluer ces suggestions provenant de divers intervenants. Le projet gagnant a été adopté le 18 novembre 1991, après avoir été sélectionné lors d'une session extraordinaire du Soviet suprême ouzbek. Ce faisant, l’Ouzbékistan est devenu la première des républiques nouvellement indépendantes d’ Asie centrale à choisir un nouveau drapeau. En ce qui concerne sa combinaison tricolore de rayures horizontales bleues, blanches et vertes, il ressemble aux drapeaux du Lesotho, un pays enclavé à la frontière de l'Afrique du Sud, et du Puntland, un État fédéral somalien situé à la pointe de la Corne.